# Andrena dimorpha
Andrena dimorpha là một loài Hymenoptera trong họ Andrenidae. Loài này được Mitchell mô tả khoa học năm 1960.